# Nestor Basterretxea

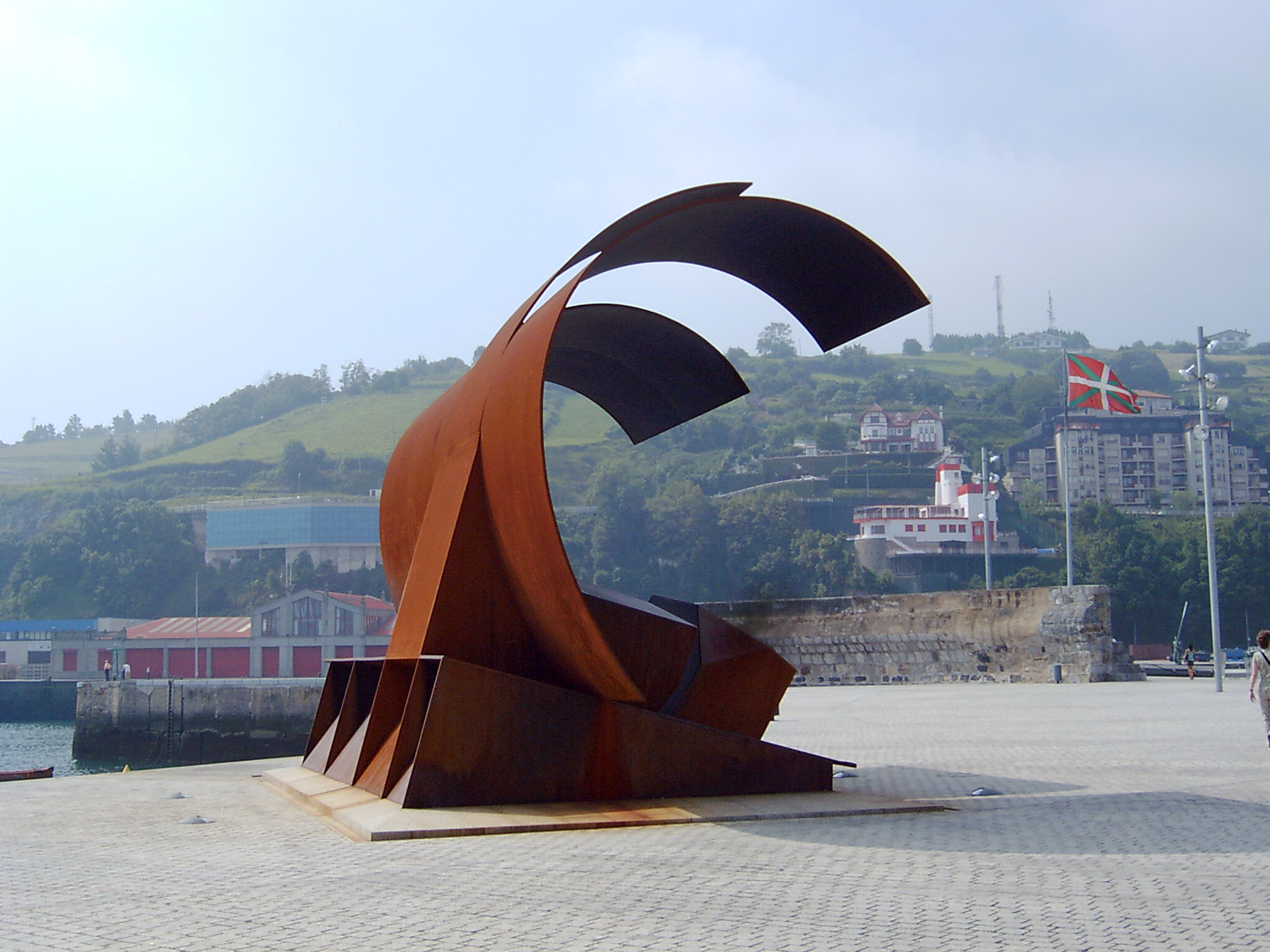
Sculptuur Olatua (2006) in Bermeo (provincie Biskaje)

Néstor Basterretxea Arzadun (Bermeo, 6 mei 1924 – Hondarribia, 12 juli 2014) was een Spaans-Baskische beeldhouwer, schilder en filmregisseur.

## Leven en werk
Basterretxea was een zoon van de Baskische politicus van de Euzko Alderdi Jeltzalea-Partido Nacionalista Vasco (EAJ-PNV) Francisco Basterrechea Zaldívar (1888-1975; 'Basterrechea' is de Spaanse schrijfwijze van dezelfde achternaam), die in 1936 bij het begin van de Spaanse Burgeroorlog met zijn gezin uitweek naar Frankrijk. Vier jaar later, bij het uitbreken van de Tweede Wereldoorlog verliet de familie Frankrijk en reisde via Casablanca naar de Argentijnse hoofdstad Buenos Aires. Hij ontwikkelde zich als autodidact tot schilder en beeldhouwer. In 1943 werd hij uitgenodigd voor de vijfde Salón Nacional de Artes Plásticas in Buenos Aires. In 1949 nam hij deel aan de Salón Nacional de Buenos Aires en ontving voor zijn schilderwerk de Premio Único a Extranjeros, sección Pintura. Hij nam eveneens deel aan enkele groepstentoonstellingen die in 1950 te zien waren in Argentinië en Uruguay.

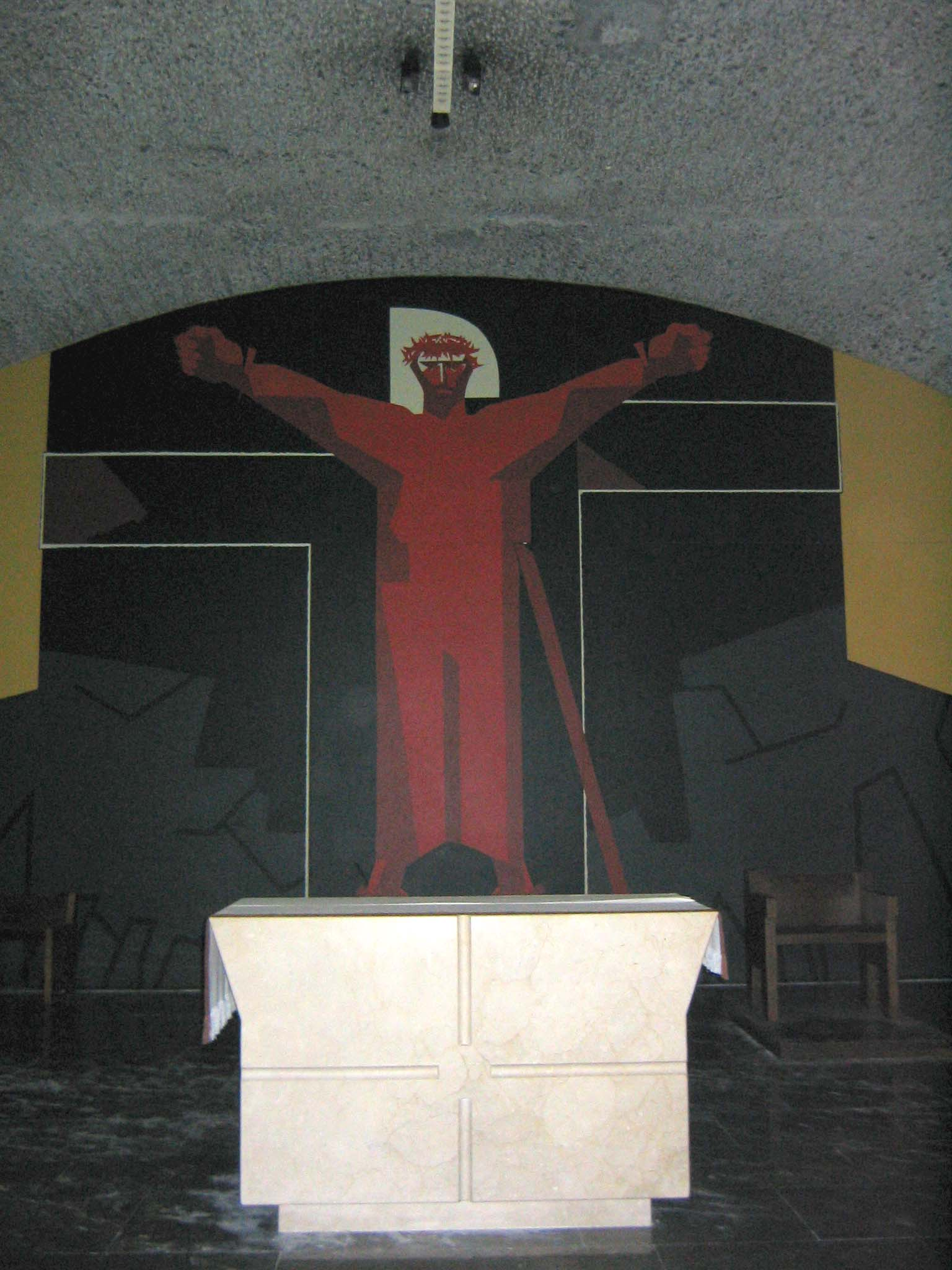
Cristo resucitado in de crypte van de Basílica de Aránzazu

In 1951 ontmoette Basterretxea de Spaanse kunstenaar Jorge Oteiza, die reeds in 1948 vanuit Argentinië was teruggekeerd naar Spanje. Oteiza vroeg hem zich aan te melden voor de selectie van kunstenaars die moesten bijdragen aan de bouw van de Basílica de Aránzazu in Oñati van de architect Francisco Javier Sáenz de Oiza. Basterretxea werd geselecteerd voor de muurschilderingen in de crypte. De familie keerde in 1952 terug naar Spanje en vestigde zich in Madrid.
Door vertragingen in de bouw van de basiliek en met name door een veto op 6 juni 1955 van de kerkelijke autoriteiten inzake de te avantgardistische bijdragen der geselecteerde kunstenaars lag de bouw stil van 1955 tot 1962. Het heiligdom (Santuario de Aránzazu) werd in 1969 ingewijd, maar was nog niet klaar. Basterretxea heeft de 18 muurschilderingen en een rode christusfiguur (Cristo resucitado), die de gehele crypte domineert, voltooid in de tachtiger jaren.
Hij nam in 1952 deel aan een expositie in Madrid, vertegenwoordigde Spanje in 1954 bij de Biënnale van Venetië en in 1961 was zijn werk te zien in het Spaanse paviljoen tijdens de Biënnale van São Paulo in Brazilië.

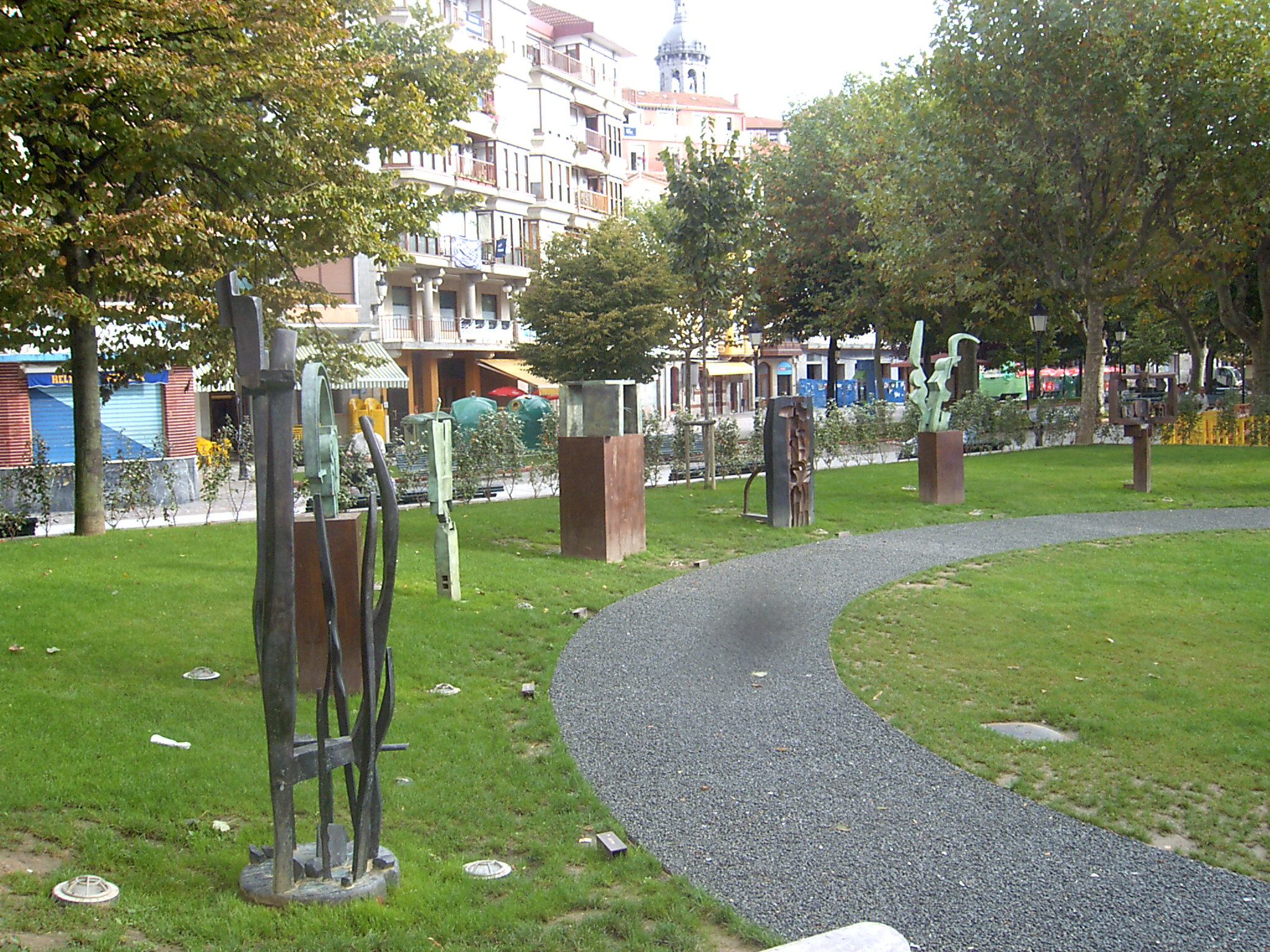
Serie sculpturen Cosmogónica Vasca in Bermeo

Basterretxea was betrokken bij de kunstenaarsgroeperingen Equipo 57 (in 1957 in Parijs gesticht door onder anderen Juan Cuenca, Agustín Ibarrola en Jorge Oteiza) en Grupo Gaur (met onder anderen Eduardo Chillida en Jorge Oteiza) in 1966. In 1957/58 hielp hij Oteiza met het ontwerp van diens nieuwe huis/atelier in Irun.
Hij liet zich bij zijn werk veelal inspireren door Baskische motieven en de Baskische mythologie. Zo schiep hij in 1972 tot 1975 onder andere de uit achttien sculpturen bestaande serie Cosmogónica Vasca. In 2008 schonk de kunstenaar de serie aan het Museo de Bellas Artes de Bilbao in Bilbao, waar de serie al in 1973 was tentoongesteld.
Gedurende zijn gehele loopbaan heeft Basterretxea activiteiten ontplooid als filmregisseur en documentairemaker. In 1978 werd hij gekozen tot voorzitter van het Festival de Cine de San Sebastián.
Nestor Basterretxea was in de tachtiger jaren, net als zijn vader, gedurende enige jaren lid van het Baskische parlement namens de EAJ-PNV.

## Werken in de openbare ruimte (selectie)
- 1971 · Homenaje a Iztueta, Plaza de Euskadi in San Sebastian (Donostia)
- 1972 · Homenaje a Baroja, Avenida de Pío Baroja in San Sebastian
- 1972/73 · Cosmogónica Vasca serie van 18 sculpturen naar Baskische motieven
- 1973 · Monumento a Benito Barrueta, Atalaya de Bermeo
- 1977 · Máscaras de la Madrina Luna serie beeldhouwwerken
- 1981 · 'La Paloma de la Paz, Plaza Aita in San Sebastian
- 1984 · Het wapen van Baskenland, een wandsculptuur voor het Baskische parlementsgebouw in Vitoria-Gasteiz
- 1986 · Zonder titel, Alameda Recalde in Bilbao
- 1989 · Vizcaya, una ola de hierro in Getxo (Biskaje)
- 1989 · National Monument to the Basque Sheepherder (Bakardade) in Reno (Nevada) (Verenigde Staten)
- 1998 · Monumento al pastor, Aranzazu in Oñati
- 2000 · Arado/Goldea in Tolosa (Gipuzkoa)'
- 1977/2002 · Mural de Ferro in Beeldenpark Parc Art, Cassà de la Selva
- 2003 · Meridiano in Santurtzi (Biskaje)
- 2006 · Monumento a las víctimas de la guerra, Parque de Doña Casilda Iturrizar in Bilbao
- 2006 · Olatua, haven van Bermeo (Biskaje)
- 2007 · Matxitxako Guda, monument ter herinnering aan de zeeslag in de Golf van Biskaje bij Bermeo op 5 maart 1937, waarbij het Baskische marineschip Nabarra verging
- 2009 · Euskamerika in het Iturzabala-park in Gotein-Libarrenx (Frankrijk)
- Leioako Indarra in Leioa (Biskaje)
- 2009 · Itinerari obert no. 8, Beeldenpark Jardins de Cap Roig in Palafrugell

## Fotogalerij

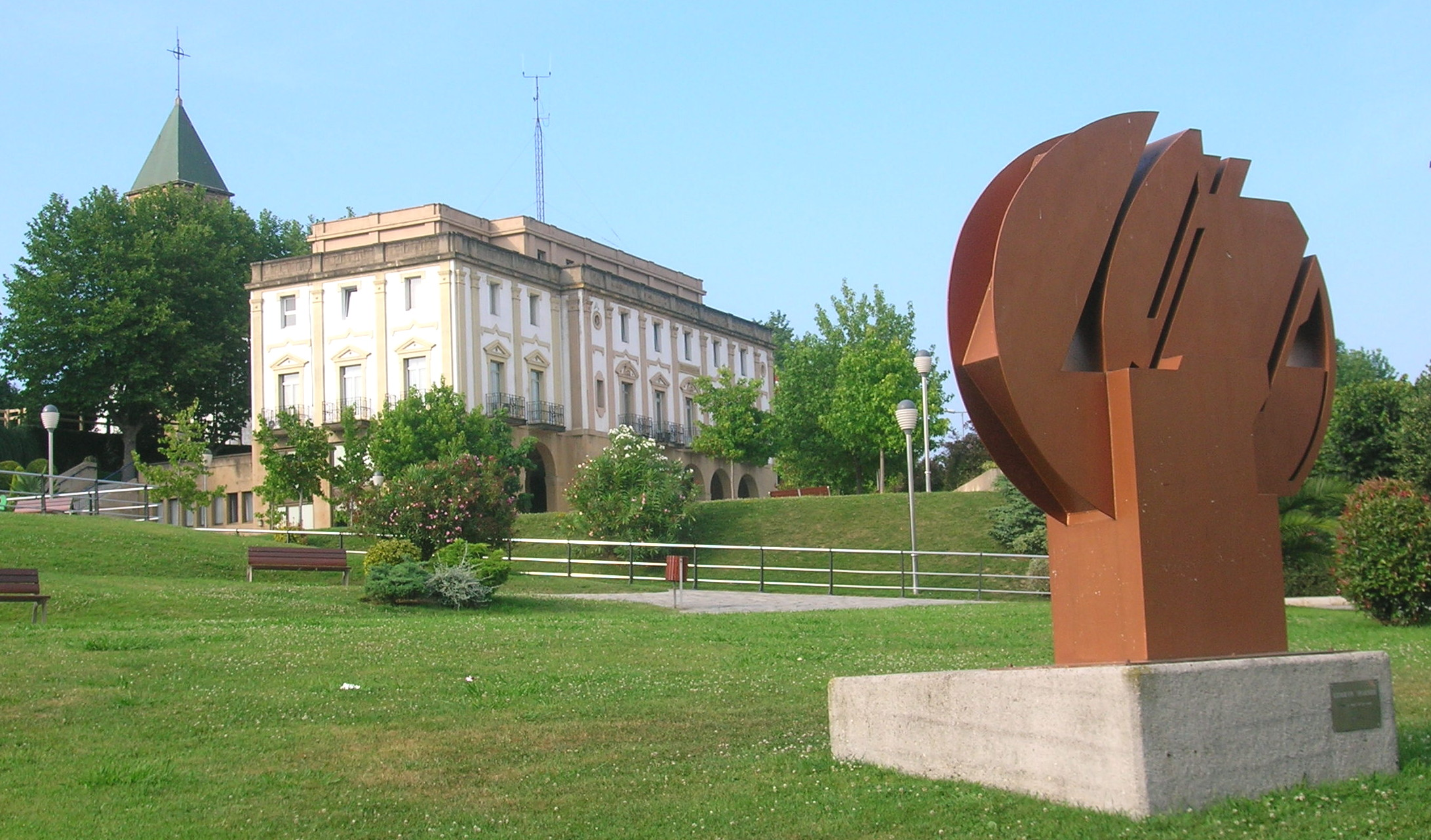
Strength of Leioa in Leioa
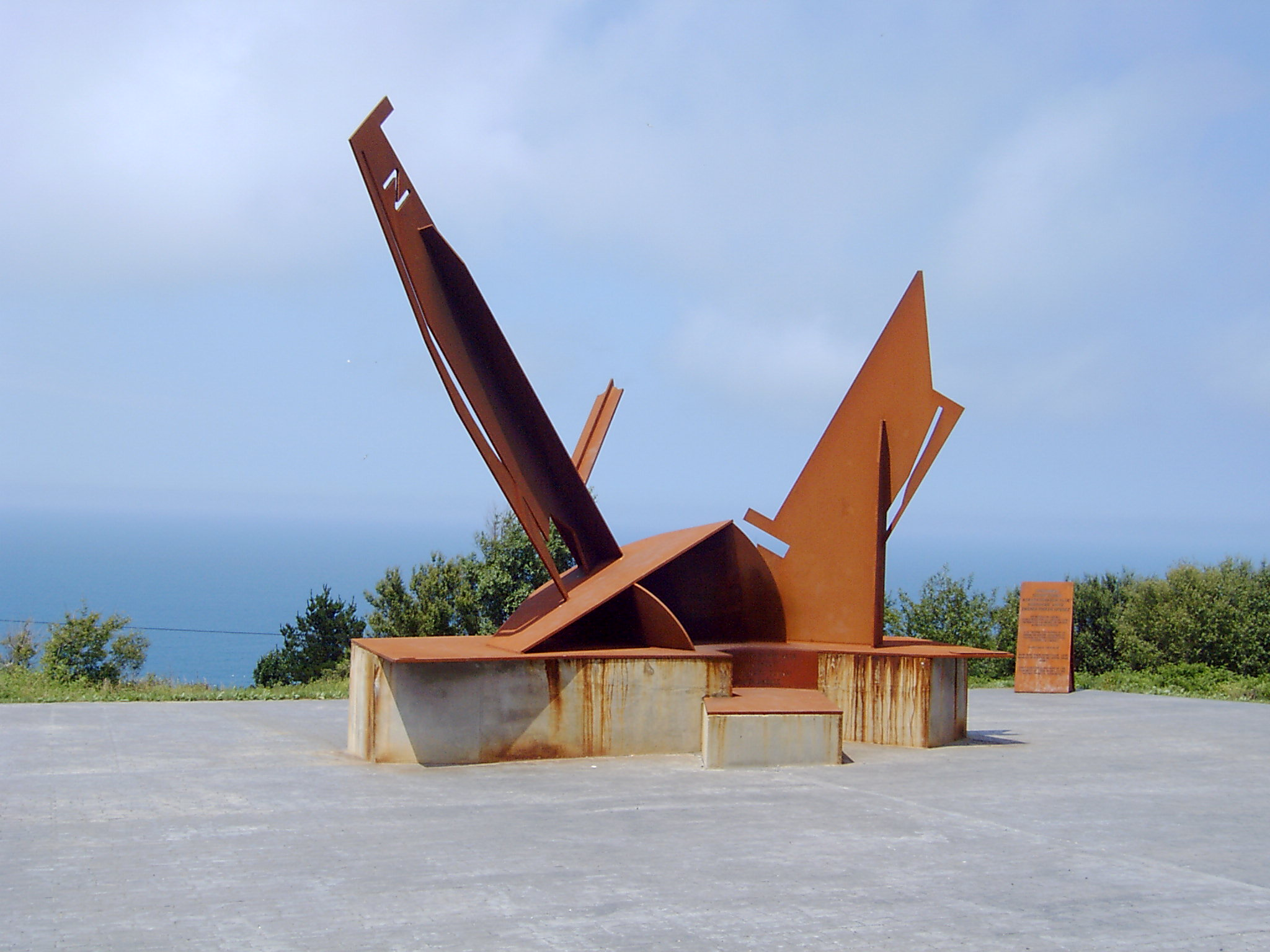
Baskisch monument Matxitxako
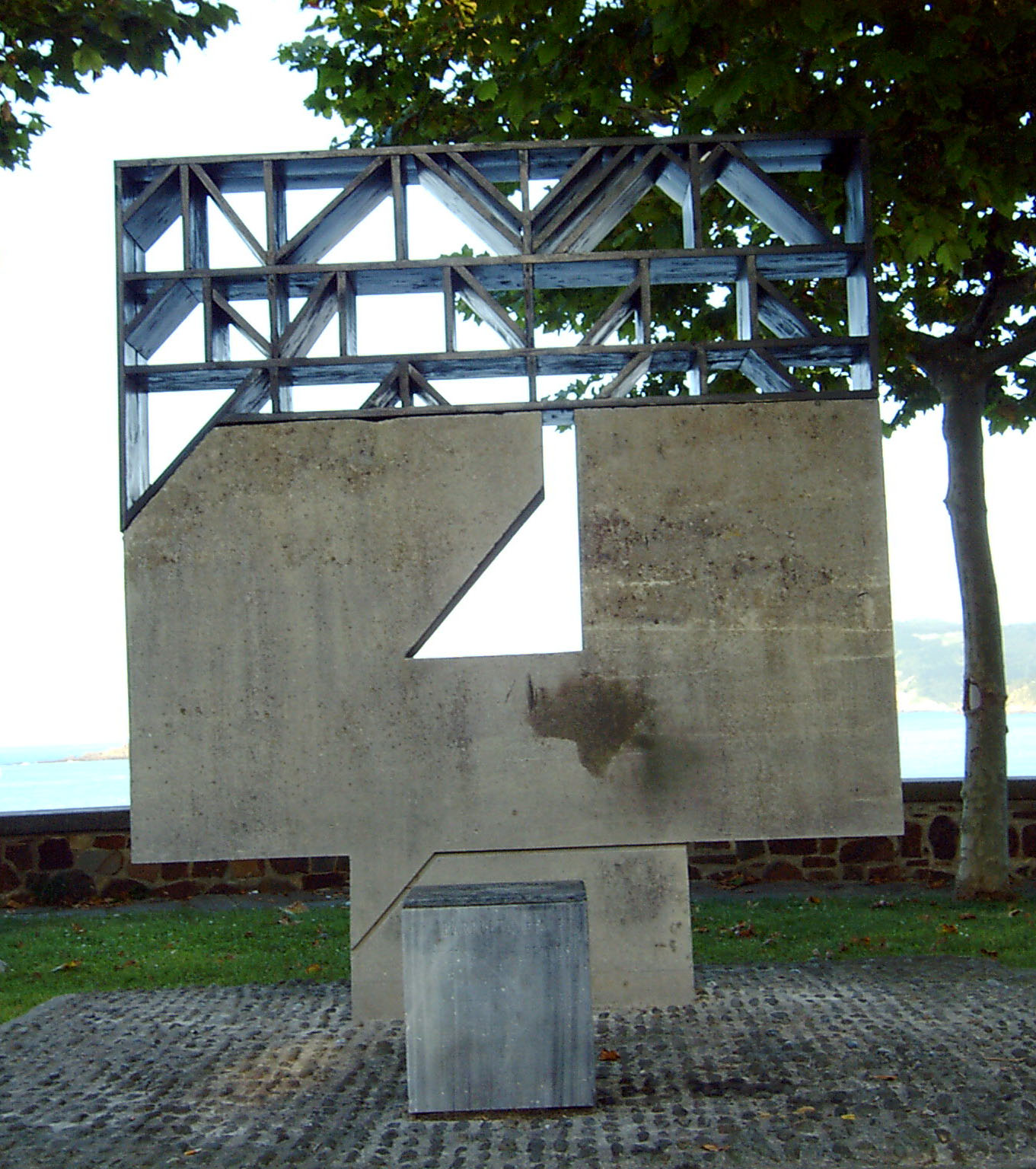
Monumento a Benito Barrueta in Bermeo
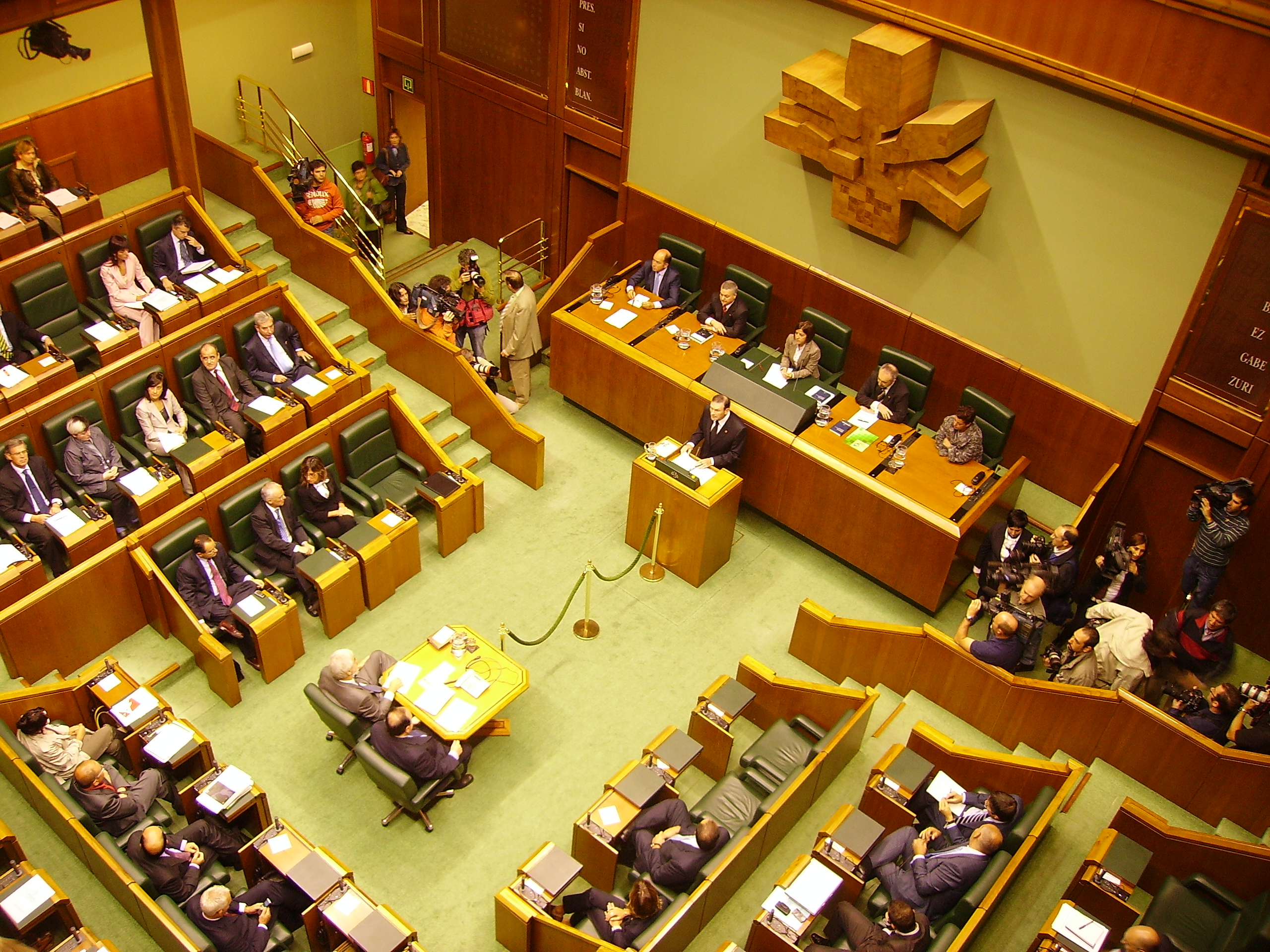
Wandsculptuur in het Baskisch parlement Vitoria-Gasteiz
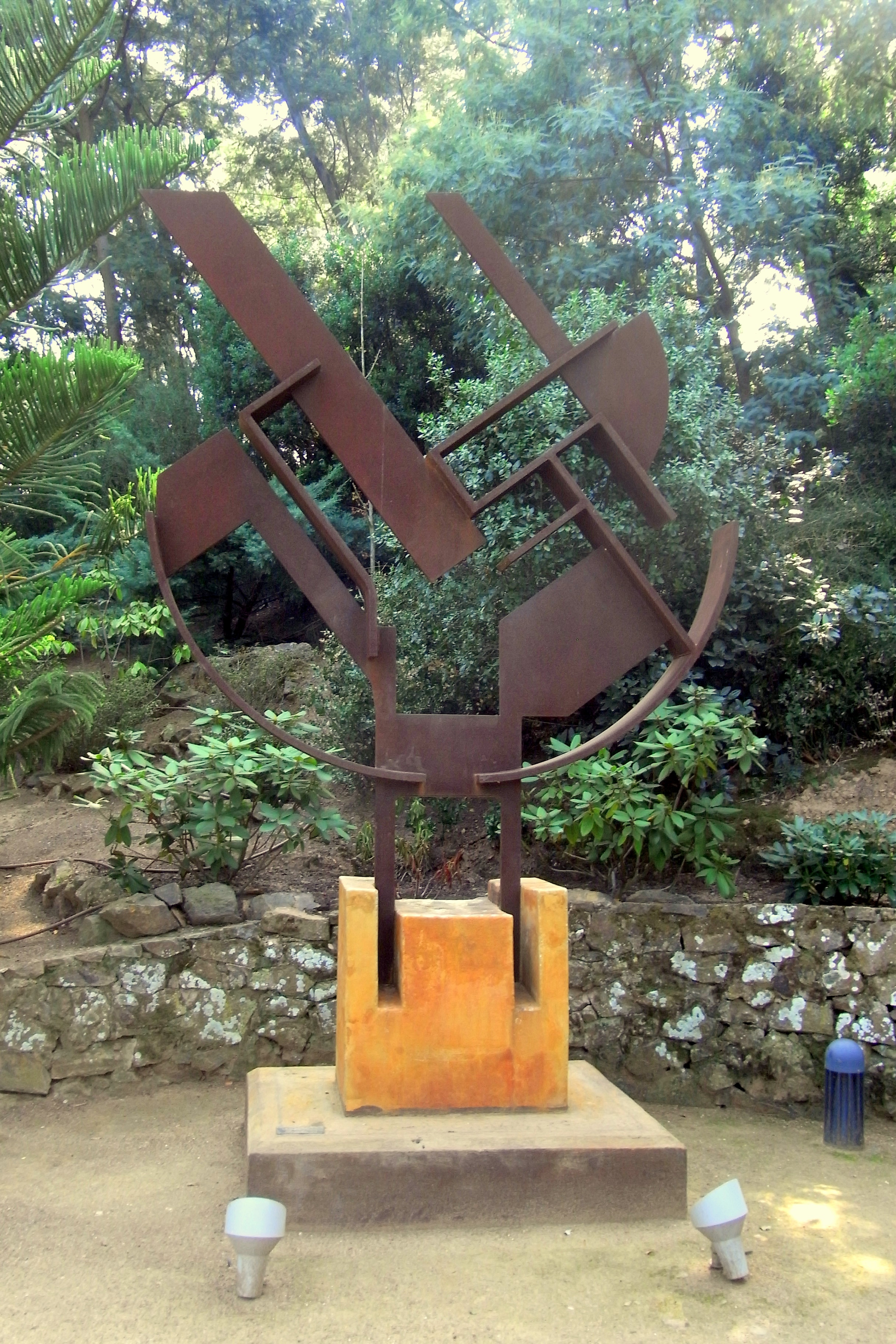
Itinerari obert no. 8 in Palafrugell
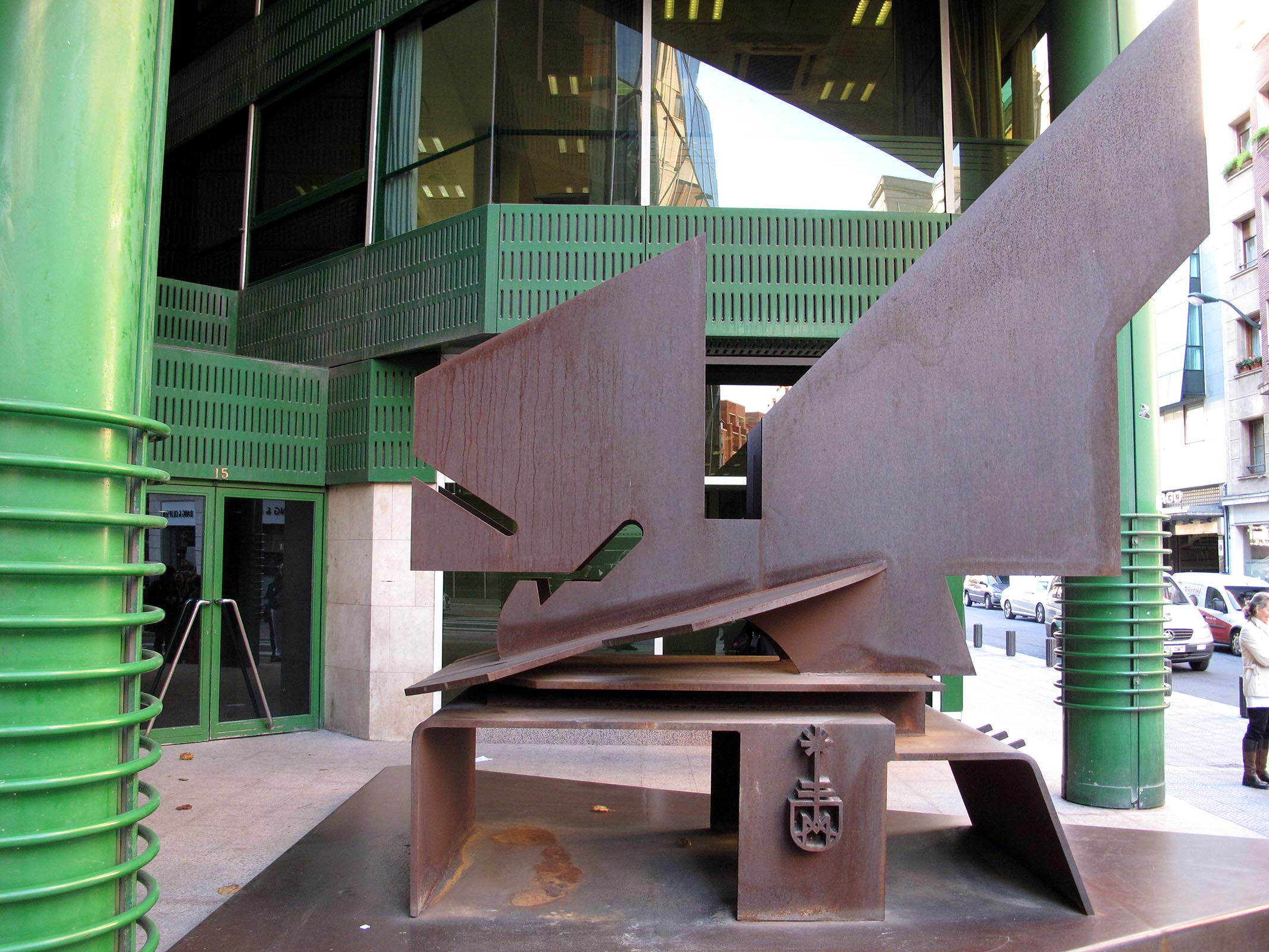
Zonder titel in Bilbao